# Leon Potocki (1799–1864)
Leon ze Złotego Potoka Potocki herbu Złota Pilawa (pseud. Bonawentura z Kochanowa, ur. 14 lipca 1799 w Kochanowie, zm. 6 grudnia w 1864 w Rydze) – polski pisarz, pamiętnikarz, literat i powieściopisarz. Był synem Stanisława, generała w wojsku Królestwa Polskiego i hrabiny Józefy z Sołłohubów oraz chrześniakiem księcia Józefa Poniatowskiego.
Za życia był popularny jako pamiętnikarz i twórca prac dotyczących historii obyczaju. Po śmierci został prawie zupełnie zapomniany.
Odznaczony Orderem Świętego Stanisława II i III klasy w 1816 roku.

## Życiorys
W latach (prawdopodobnie) 1817–1820 studiował na Królewskim Uniwersytecie Warszawskim. Z tego okresu datują się dokonania literackie Potockiego. Bezpośrednio po ukończeniu studiów ożenił się z Barbarą Kossakowską i osiadł w majątku żony – Rudawie (k. Świsłoczy). W roku 1828 został szambelanem dworu Królestwa Polskiego. Uczestniczył w powstaniu listopadowym walcząc pod dowództwem generała Dembińskiego. Został członkiem rządu tymczasowego w powiecie poniewieżskim. Po porażce w październiku 1831 wyemigrował do Drezna. Na emigracji poznał m.in. Mickiewicza. W 1834 po ogłoszeniu amnestii wrócił do kraju. Wkrótce rozwiódł się z żoną i dwa lata spędził na dworach rodziny i przyjaciół na Litwie. W roku 1836 powrócił na stałe do Warszawy. Tutaj brał bardzo aktywny udział w życiu publicznym prowadząc działalność redaktorską, naukową i przede wszystkim pisarską.
Został pochowany na cmentarzu przy kościele św. Franciszka w Rydze.

## Twórczość
Potocki był jednym z założycieli „Biblioteki Warszawskiej”.

### Wybrane książki
- Wiersze rozmaite – Poznań 1830, 1836[4] (podpisane L.P. – autorstwo niepewne)
- Święcone, czyli pałac Potockich w Warszawie – opowieści historyczno-obyczajowe, Poznań 1854[5] (podpisane "Bonawentura z Kochanowa")
- Szkic towarzyskiego życia miasta Warszawy z drugiej połowy XIX stulecia – powieść, Poznań 1854[6] (podpisane L.P.)
- Wspomnienie o Kownie – Poznań 1854[7] sane "Bonawentura z Kochanowa")
- Dwaj bracia artyści. Zarys życia towarzyskiego XIX wieku – powieść, Poznań 1856[8] (podpisane L.P.)
- Zarysy życia towarzyskiego z dziewiętnastego stulecia – powieść, Poznań 1856[9] (podpisane L.P.)
- Wincenty Wilczek i pięciu jego synów. Wspomnienie z drugiej połowy osiemnastego i początku dziewiętnastego wieku – powieść, Poznań 1859[10][11] (podpisane "Bonawentura z Kochanowa")
- Przeznaczenie, czyli badacz nauk przyrodzonych – opowiadanie, Wilno, 1861[12]
- Pamiętniki pana Kamertona – szkice, Poznań 1869, 3 t. (podpisane L.P.)[13][14]
- Kazimierz z Truskowa czyli pierwszy i ostatni litewski powstaniec – praca historyczna, Poznań 1874, (podpisane "Bonawentura z Kochanowa")
- Urywek ze wspomnień pierwszej mojej młodości – pamiętnik, Poznań 1876[15]
- Wspomnienia o Świsłoczy Tyszkiewiczowskiej, Dereczynie i Różanie – Wilno 1910[16]